# 弘仁
弘仁（810年10月20日－824年2月8日）是日本的年號之一，指的是大同之後、天長之前。此時的天皇是嵯峨天皇、淳和天皇。

## 改元
- 大同五年九月十九（810年10月20日）：改元。
- 弘仁十五年正月初五（824年2月8日）：改元天長。

## 大事記
- 弘仁七年：空海開高野山金剛峰寺。
- 弘仁十一年（820年）：弘仁格式完成
- 弘仁十三年：景戒編纂《日本現報善惡靈異記》。

弘仁年間、嵯峨天皇設置檢非違使。

## 紀年
| 弘仁 | 元年  | 二年  | 三年  | 四年  | 五年  | 六年  | 七年  | 八年  | 九年  | 十年  |
| 公元 | 810年 | 811年 | 812年 | 813年 | 814年 | 815年 | 816年 | 817年 | 818年 | 819年 |
| 干支 | 庚寅  | 辛卯  | 壬辰  | 癸巳  | 甲午  | 乙未  | 丙申  | 丁酉  | 戊戌  | 己亥  |

| 弘仁 | 十一年 | 十二年 | 十三年 | 十四年 | 十五年 |
| 公元 | 820年  | 821年  | 822年  | 823年  | 824年  |
| 干支 | 庚子   | 辛丑   | 壬寅   | 癸卯   | 甲辰   |